# Maigen (Gemeinde Meiseldorf)
Maigen ist eine  Ortschaft und eine Katastralgemeinde der Gemeinde Meiseldorf in Niederösterreich.

## Geografie
Maigen liegt südöstlich von Sigmundsherberg am Maigner Bach, der knapp oberhalb von Maigen entspringt und zwischen Röschitz und Roseldorf in die Schmida mündet. Das Dorf ist ein Straßendorf mit stark unregelmäßigen Gebäudeblöcken, die an ein Haufendorf erinnern. Nördlich des Dorfes befindet sich die aufgelassene Bahnstrecke Zellerndorf–Sigmundsherberg, die in Maigen auch über eine Haltestelle verfügte.

## Geschichte
Laut Adressbuch von Österreich waren im Jahr 1938 in der Ortsgemeinde Maigen ein Gastwirt, eine Milchgenossenschaft und mehrere Landwirte ansässig.